# Wolf Rilla
Wolf Peter Rilla (n. 16 martie 1920, Berlin, Republica de la Weimar – d. 19 octombrie 2005, Grasse, Provence-Alpes-Côte d'Azur, Franța) a fost un regizor de film și scenarist britanic de origine germană, care a lucrat cel mai mult în Regatul Unit. Este cel mai cunoscut pentru regia filmului din 1960 Orașul celor blestemați bazat pe romanul englezesc din 1957 The Midwich Cuckoos de John Wyndham.

## Filme regizate
- Noose for a Lady (1953)
- Glad Tidings (1953)
- Marilyn (1953)
- The Large Rope (1953)
- The Black Rider (1954)
- The End of the Road (1954)
- Stock Car (1955)
- The Blue Peter (1955)
- Pacific Destiny (1956)
- The Scamp (1957)
- Bachelor of Hearts (1958)
- Witness in the Dark (1959)
- Orașul celor blestemați (1960) (refăcut în 1995 de John Carpenter.)
- Piccadilly Third Stop (1960)
- Watch it, Sailor! (1961)
- Cairo (1963)
- The World Ten Times Over (1963)
- Secrets of a Door-to-Door Salesman (1973)
- Bedtime with Rosie (1975)